# 15954 Divjotbedi
15954 Divjotbedi è un asteroide della fascia principale. Scoperto nel 1998, presenta un'orbita caratterizzata da un semiasse maggiore pari a 2,7278319 au e da un'eccentricità di 0,0297394, inclinata di 6,42908° rispetto all'eclittica.